# Laurent Bezault
Laurent Bezault (nascido em 8 de março de 1966) é um ex-ciclista francês que competiu em duas provas de ciclismo de estrada nos Jogos Olímpicos de Verão de 1988. Competiu também no Tour de France 1989.